# 第二次池田內閣
第二次池田内閣（日语：／ Dainiji Ikeda Naikaku */?）是日本眾議院議員、自由民主黨總裁池田勇人就任第59任內閣總理大臣（首相）後，自1960年10月24日至1961年7月18日組成的內閣。

## 國務大臣
- 內閣總理大臣 - 池田勇人（池田派）
- 法務大臣 - 植木庚子郎（佐藤派）
- 外務大臣 - 小坂善太郎（池田派）
- 大藏大臣 - 水田三喜男（大野派）
- 文部大臣 - 荒木萬壽夫（池田派）
- 厚生大臣 - 古井喜實（三木·松村派）
- 農林大臣 - 周東英雄（池田派）
- 通商產業大臣 - 椎名悅三郎（舊岸派）
- 運輸大臣 - 木暮武太夫（參議院議員）
- 郵政大臣 - 小金義照（池田派）
- 勞動大臣 - 石田博英（石橋派）
- 建設大臣、首都圈整備委員會委員長 - 中村梅吉（河野派）
- 自治大臣、國家公安委員會委員長 - 安井謙（參議院議員）
- 行政管理廳長官、北海道開發廳長官 -  小澤佐重喜（佐藤派）
- 防衛廳長官 - 西村直己（佐藤派）
- 經濟企劃廳長官  - 迫水久常（參議院議員）
- 科學技術廳長官 - 池田正之輔（舊岸派）
- 內閣官房長官 - 大平正芳（池田派）
- 總理府總務長官 - 藤枝泉介（大野派） 
  - 內閣法制局長官 - 林修三
  - 內閣官房副長官（政務） - 保岡武久（1960年12月9日－）
  - 內閣官房副長官（事務） - 細谷喜一（1960年12月9日－）
  - 總理府總務副長官 - 佐藤朝生

## 外部連結
- 閣僚名單 （页面存档备份，存于）